# ژو یی‌شوان
ژو یی‌شوان (انگلیسی: Zhou Yixuan؛ زادهٔ ۱۱ دسامبر ۱۹۹۰) خواننده، و بازیگر تلویزیون اهل چین است.